# Prodrive P2
El Prodrive P2 es un prototipo de automóvil deportivo con dos plazas diseñado y construido por Prodrive en Banbury y los sitios de Warwick.
El coche se basa en la plataforma del Kei car Subaru R1 y tiene una versión modificada del motor EJ207 usado en el Subaru Impreza WRX STi, que normalmente produce 222 HP pero con las modificaciones que hizo Prodrive ahora produce 345 HP. El diseño del coche fue hecho por Peter Stevens, quien también diseñó el McLaren F1. El coche también incluye Sistema Anti-lag (anti-retraso) inspirado de los coches de rally para evitar el retraso del turbo, así como un centro activo y el diferencial trasero activo que aumenta la adherencia.
El diferencial trasero activo cambia automáticamente para cualquiera de las ruedas traseras que más lo necesite durante una maniobra, con base en las lecturas del sensor de deslizamiento; este es un coche común con tecnología de rally que rara vez se ve en los coches de carretera. Prodrive ha afirmado que el coche podría alcanzar un precio de alrededor de 40'000 €, pero ha dicho que no hay planes para poner el coche en producción.
El coche fue probado en el programa de televisión británico Top Gear, donde “The Stig” lo condujo dando un tiempo de vuelta de 1:24.3, superando los tiempos de autos como el TVR Sagaris, Audi R8, Porsche 911 Carrera S, Aston Martin Vanquish y Lamborghini Gallardo Spyder. En ese mismo capítulo Jeremy lo probó haciendo varios giros por los cuales vomitó. También se afirmó que el auto alcanzaba 280 km/h y aceleraba de 0 a 100 km/h en 3.8 segundos.

## Rendimiento y motor
- Motor B6 EJ207 turbocargado y modificado por Prodrive
- Desplazamiento 1994 cc
- Potencia 345 HP
- Torque
- Aceleración 0 a 100 km/h 3,8 segundos
- Velocidad máxima 280 km/h